# Michael Sarin
Michael Sarin (Stockton (Californië), 20 september 1965) is een Amerikaanse jazzdrummer.

## Biografie
Sarin, die privédrumlessen nam bij Dave Coleman sr. in zijn geboorteplaats met vriend Andrew Drury, werd vooral bekend als drummer van het Thomas Chapin-trio. Hij kwam in 1991 met de band naar New York om het album Anima op te nemen en was tot zijn vertrek in 1998 betrokken bij alle opnamen van het trio. Hij werkte ook regelmatig samen met bassisten Mark Dresser en Drew Gress, pianiste Myra Melford, violist Mark Feldman en gitarist Brad Shepik. In 1999 trad hij op met Dave Douglas tijdens de Donaueschinger Musiktage. Hij was ook lid van de bands van Michael Blake, John Zorn en Mario Pavone. Sarins discografie als sideman omvat meer dan tachtig albums.

## Discografie
- 1992: Thomas Chapin Trio: Anima
- 1994: Thomas Chapin Trio: Menagerie Dreams
- 1996: Thomas Chapin Trio: Haywire
- 1997: Thomas Chapin Trio: Sky Piece
- 1998: Ben Goldberg / John Schott / Michael Sarin What Comes Before
- 2017: Simon Nabatov, Max Johnson, Michael Sarin Free Reservoir

- Bibliothèque nationale de France: cb142244445 (data)
- Gemeinsame Normdatei: 135238013
- International Standard Name Identifier: 0000 0000 5516 8522
- Library of Congress Control Number: nr96007254
- MusicBrainz: bb5505af-5efa-4543-a6fe-b23ebcd8250c
- Nationale Bibliotheek van Israël: 987007305999605171
- Virtual International Authority File: 27278408
- WorldCat: E39PBJv8G84PjfH6Wq8KDGKfMP